# Angela Popa Brădean
Angela Popa Brădean (n. 3 august 1934, Iași) este o pictoriță română, fiica pictorului Nicolae Popa și soția pictorului și desenatorului Traian Brădean. Din 1964 este membră a Uniunii Artiștilor Plastici din București. Din 1964 este membră a Uniunii Artiștilor Plastici din București.

## Studii
A absolvit Institutul de Arte Frumoase "Nicolae Grigorescu" din București în anul 1959 la clasa profesorului Alexandru Ciucurencu. Și-a făcut în 1955 debutul expozițional la Expoziția Regională de Artă din Iași, de atunci a expus la toate Expozițiile de Stat, Saloane Republicane, Saloane  Bienale și Omagiale.

## Expoziții personale
- 1969 - Galeria "Simeza", București;
- 1984 Sala „Municipiu”. (pictură și pastel)
- 1986 - Galeria de arta a Municipiului București;
- 1996 - Galeria Artelor, Cercul Militar Național, București
- 1998 Muzeul de Artă din Oradea
- 1999 Galeria de Artă „Frezia”, Dej, (pictură)

## Expoziții colective
- 1971 - "Vamviteli", Napoli, Italia;
- 1972 - Galeria "Apollo", București;
- 1975 - Galeria "Simeza";
- 1976 - Galeria Eforie, București;
- 1976 - Opera Româna, București;
- 1984 - Teatrul de Comedie, București;
- 1993 - Sala "Teatrul Național", București;
- 1994 - Galeria "Calderon", București;
- 1994 - Sala Calderon, București
- 1994 - Cercul Militar Naional, București;
- 1995 - Expoziție de grup în Olanda
- 1996 - Cercul Militar Național, București.
- 1998-1999 Franța

## Expoziții în străinatate
A avut expoziții în Argentina, Beirut, Tokio, Paris, U.R.S.S., Napoli, San Marino, Palermo, Ravena, Livorno, Amalfi, Urbino, Comune di Todi, Germania, Anglia, Olanda. Lucrări ale ei au ajuns în muzee și colecții particulare din S.U.A., Italia, Olanda, Germania, Franta, Grecia, Spania, Turcia, Japonia.

## Premii[1]
- 1981 Premiul întâi la Festivalul Național
- 1983 Premiul al doilea la Festivalul Național
- 2004 Meritul Cultural în Grad de Ofițer

## Calătorii de studii în străinatate
Italia, Franța, Olanda, Bulgaria, U.R.S.S., Cehoslovaia, Germania, Austria, Belgia, Grecia, Spania.

## Opera
...În încercarea de a-i contura un profil artistic - caracterizare și definiție pentru ce a realizat până azi, ca și anticipată afirmație pentru evoluția ei în viitor - credem că nu greșim spunând că pictura Angelei Brădean este ca o piatră statornic așezată în matca fluviului picturii contemporane românești, o piatră pe care șuvoaiele trecătoare nu au putut-o clinti din locul ei; cel mult i-au cizelat unele asperități, descoperind feminitatea, adeseori ascunsă de artistă sub trăsături viguroase de pensulă ca pentru a nu lăsa să i se ghicească nici o slăbiciune sau îndoială în crezul său artistic.
Picturii sale i se poate aplica judecata că „mijloacele cele mai simple sunt cele care permit mai bine pictorului să se ezprime”. Mircea Grozdea